# Jenseits des Ruwenzori
Jenseits des Ruwenzori (Originaltitel: The Sins of Rachel Cade) ist ein US-amerikanisches Melodram aus dem Jahr 1961 von Regisseur Gordon Douglas, die Hauptrollen spielten Angie Dickinson, Roger Moore und Peter Finch. Die Handlung basiert lose auf dem 1956 erschienenen Roman Rachel Cade von Charles Mercer.

## Handlung
Während des Zweiten Weltkriegs pflegt eine evangelische Krankenschwester in Belgisch-Kongo Verwundete des Krieges. Hier gerät ihre christliche Weltanschauung mit der der Eingeborenen in Konflikt. Der Oberst der nahegelegenen Garnison, Colonel Henry Derode, verliebt sich in sie und bittet sie, seine Frau zu werden. Rachel aber weigert sich. Eines Tages stürzt in ihrer Nähe ein Flugzeug ab, dessen Pilot, Paul Wilton, aber gerettet werden kann. Paul und Rachel verlieben sich ineinander. Rachel beschließt, bis Pauls Abberufung ihre Missionstätigkeit fortzusetzen und die Eingeborenen zu versorgen. Sie wird schwanger, doch bald darauf wird Paul wieder zur Armee gerufen.
Hin- und hergerissen und Reue empfindend über das, was er ihr angetan hat, wird Rachel krank. Doch schließlich schafft sie es aber, das Kind auf die Welt zu bringen. Paul kehrt nach Amerika zurück, wo er zum Colonel befördert wird. Als Rachel und Paul wieder zusammengefunden haben, verzichtet sie auf die Fortsetzung ihrer Missionsaufgabe.

## Hintergrund
- Roger Moore und Peter Finch haben keine gemeinsame Szene; nur für Werbezwecke wurden Fotos von beiden gemeinsam aufgenommen. Laut Roger Moore schlug dabei Peter Finch vor, die Arbeit durch ein oder zwei Kisten Dom Pérignon aufzuheitern, weshalb sie während des Shootings ziemlich betrunken gewesen waren.[1]
- Für den komplett im Studio gedrehten Film wurden einige unbenutzte Landschaftsaufnahmen aus dem Film Geschichte einer Nonne (1959) mit Audrey Hepburn verwendet. Bei genauerem Hinsehen erkennt man die Brüche.[2]

## Kritik
„Die melodramatische Story basiert auf dem Roman Sins of Rachel Cade, ist ansehnlich gespielt und was die Thematik der Missionstätigkeit der Hauptdarstellerin angeht, um eine ausbalancierte Darstellung bemüht - sowohl aus missionarischer als auch aus Sicht der eingeborenen Afrikaner. Dennoch ist der Film mit einer Länge von zwei Stunden ein wenig langatmig ausgefallen.“